# Kangzhuang
Kangzhuang (kinesiska: 康庄) är en köping i Kina. Den ligger i stadsdistriket Yanqing i Pekings storstadsområde, i den norra delen av landet, omkring 67 kilometer nordväst om stadskärnan. Antalet invånare är 33 487. Befolkningen består av 16 622 kvinnor och 16 865 män. Barn under 15 år utgör 7,0 %, vuxna 15-64 år 84 %, och äldre över 65 år 8,0 %.